# 海の向こうで戦争が始まる
『海の向こうで戦争が始まる』（うみのむこうでせんそうがはじまる）は、村上龍の長編小説。『群像』1977年5月号掲載。同年に講談社から刊行された。
『限りなく透明に近いブルー』に続く第2作。まるで蜃気楼のような『ある種の一つの現実』や登場人物が『破壊』『戦争』を望む姿を巧みに描いた力作であると評価されている

## あらすじ
ある日浜辺で絵を描いていた主人公はフィニーという不思議な女性に出会う。『彼女はあなたの目に町が映っている』と言う。その街は海の向こうにあり、その街には巨大なゴミに埋もれ『基地』を持ち、子供たちを力強く育てる街だという。そして今その街では盛大な祭りが開かれているという。